# Zivilprozessgesetzbuch (Litauen)
Das Zivilprozessgesetzbuch der Litauischen Republik (lit. Lietuvos Respublikos civilinio proceso kodeksas, LR CPK)  ist die umfassende litauische Zivilprozessrechtskodifikation und Hauptrechtsquelle des litauischen Zivilprozessrechts. Das Gesetz wurde vom Seimas am 28. Juli 2002 verabschiedet und trat am 1. Januar 2003 in Kraft. Der Vorgänger des Zivilprozessgesetzbuches war das Zivilprozessgesetzbuch der Litauischen Sozialistischen Sowjetrepublik von 1964.

## Geschichte
Von 1995 bis 2001 wurde das Projekt von Zivilprozessrechtlern und Richtern des Obersten Gerichts Litauens und des Appellationsgerichts Litauens ausgearbeitet. Leiter der Arbeitsgruppe war Richter und Dozent der MRU-Universität Virgilijus Valančius. Die Gruppe bildeten Artūras Driukas, Egidijus Laužikas, Prof. Vytautas Nekrošius (Uni Vilnius), J. Orlauskas, Konstantas Ramelis, A. Simniškis, Vigintas Višinskis.
Der Kommentar des litauischen Zivilprozessgesetzbuchs wurde von 2004 bis 2005 angefertigt.